# Open GDF Suez Région Limousin 2012
L'Open GDF Suez Région Limousin 2012 è stato un torneo di tennis facente parte della categoria ITF Women's Circuit nell'ambito dell'ITF Women's Circuit 2012. È stata la 6ª edizione del torneo che si è giocata a Limoges in Francia dal 15 al 21 ottobre 2012 su campi in cemento indoor e aveva un montepremi di $50,000.

## Partecipanti

### Teste di serie
| Nazionalità | Giocatrice             | Ranking* | Testa di serie |
| ----------- | ---------------------- | -------- | -------------- |
| Russia      | Aleksandra Panova      | 87       | 1              |
| Francia     | Kristina Mladenovic    | 95       | 2              |
| Francia     | Stéphanie Foretz Gacon | 97       | 3              |
| Giappone    | Kimiko Date-Krumm      | 103      | 4              |
| Grecia      | Eléni Daniilídou       | 108      | 5              |
| Svizzera    | Stefanie Vögele        | 120      | 6              |
| Italia      | Karin Knapp            | 122      | 7              |
| Cina        | Zhang Shuai            | 124      | 8              |

- Ranking all'8 ottobre 2012.

### Altre partecipanti
Giocatrici che hanno ricevuto una wild card:
- Josepha Adam
- Audrey Bergot
- Alix Collombon
- Fiona Ferro

Giocatrici che sono passate dalle qualificazioni:
- Zuzana Luknárová
- Angelique van der Meet
- Natalia Orlova
- Constance Sibille

## Vincitori

### Singolare
Claire Feuerstein ha battuto in finale  Maryna Zanevs'ka con il punteggio di 7–5, 6–3

### Doppio
Magda Linette /  Sandra Zaniewska hanno battuto in finale  Irena Pavlović /  Stefanie Vögele con il punteggio di 6–1, 5–7, [10–5]